# Balmedie
Balmedie, schottisch-gälisch Baile Mheadhain, ist eine Ortschaft in der schottischen Council Area Aberdeenshire. Sie ist etwa elf Kilometer nördlich von Aberdeen und 28 km südsüdwestlich von Peterhead nahe der Nordseeküste gelegen. Im Jahre 2011 verzeichnete Balmedie 2534 Einwohner. Balmedie wächst seit einigen Jahrzehnten sehr schnell. So lebten dort 1961 nur 53 Personen.
Balmedie liegt an der A90 zwischen Aberdeen und Fraserburgh. Bei Balmedie verjüngt sich die A90 von vier auf zwei Spuren. Es gibt jedoch Pläne die Straße auch nördlich von Balmedie weitere acht Kilometer bis südlich von Ellon vierspurig auszubauen. Der Nordseestrand von Balmedie liegt weniger als einen Kilometer östlich der Ortschaft. Dort befinden sich noch Bunkeranlagen aus Zeiten des Zweiten Weltkriegs.
Im Jahr 2006 erwarb Donald Trump große Teile des Anwesens Menie Estate und ließ dort einen 18-Loch-Golfplatz anlegen, der 2012 eröffnet wurde. 2025 wurde er um weitere 18 Loch ergänzt.

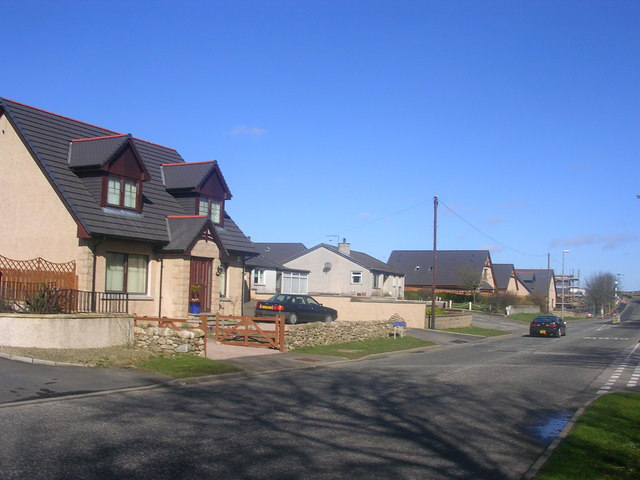
Straßenzug in Balmedie
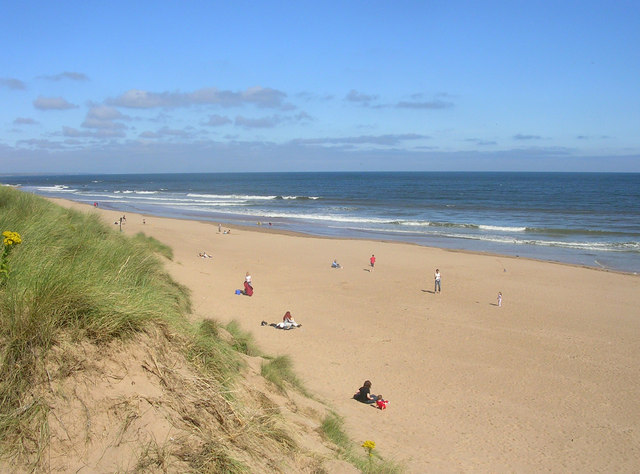
Strand von Balmedie
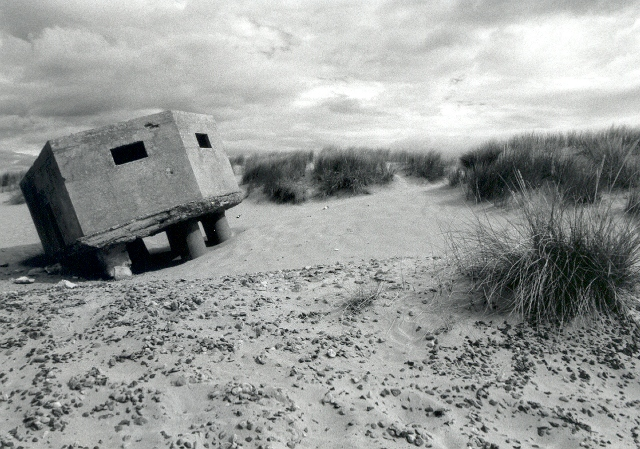
Weltkriegsbunker am Strand von Balmedie

## Persönlichkeiten
- Scott Wright (* 1997), Fußballspieler